# Démographie de la Bourgogne
Le peuplement de la Bourgogne est peu dense et inégalement réparti. La population se concentre sur les axes de communication alors que le Morvan se vide. La Bourgogne est actuellement moins peuplée qu'elle ne l'était en 1851. La région comptait 1 620 593 habitants en 2021.

Depuis 1990, le déséquilibre démographique s'est accentué entre la Bourgogne et les régions dominantes qui l'encadrent (Île-de-France et Auvergne-Rhône-Alpes). À ces deux fortes croissances, la Bourgogne n'oppose qu'une stagnation. Le solde migratoire annuel n'est passé que de -0,03 % à -0,04 % entre les deux derniers recensements mais l'excédent naturel annuel est tombé de 0,13 à 0,04 %. Cela traduit un vieillissement de la population, la région attire en effet davantage les retraités que les jeunes ménages.

## Évolution de la population
| Années | Population au 1er janvier   | Population au 1er janvier | Population au 1er janvier     | Population au 1er janvier | Population au 1er janvier |
| Années | département de la Côte-d'Or | département de la Nièvre  | département de Saône-et-Loire | département de l'Yonne    | Total Bourgogne           |
| ------ | --------------------------- | ------------------------- | ----------------------------- | ------------------------- | ------------------------- |
| 1801   | 340 500                     | 232 590                   | 452 673                       | 320 596                   | 1 346 359                 |
| 1851   | 400 297                     | 327 000                   | 575 000                       | 381 133                   | 1 683 311                 |
| 1901   | 361 626                     | 323 783                   | 620 360                       | 321 062                   | 1 626 831                 |
| 1936   | 334 386                     | 249 673                   | 525 676                       | 271 685                   | 1 381 420                 |
| 1946   |                             |                           | 506 749                       | 266 014                   | 1 356 924                 |
| 1954   | 356 839                     | 240 078                   |                               |                           | 1 374 509                 |
| 1968   | 421 000                     | 248 000                   | 550 000                       | 283 000                   | 1 502 634                 |
| 1975   | 456 070                     | 245 212                   | 569 810                       | 299 851                   | 1 570 943                 |
| 1982   | 473 548                     | 239 635                   | 571 852                       | 311 019                   | 1 596 054                 |
| 1990   | 493 471                     | 233 450                   | 559 360                       | 323 118                   | 1 609 399                 |
| 1995   | 502 767                     | 229 577                   | 553 381                       | 329 784                   | 1 615 509                 |
| 1996   | 504 022                     | 228 568                   | 551 555                       | 330 730                   | 1 614 875                 |
| 1997   | 505 716                     | 227 623                   | 549 365                       | 331 697                   | 1 614 401                 |
| 1998   | 506 212                     | 226 776                   | 547 472                       | 332 773                   | 1 613 233                 |
| 1999   | 506 699                     | 225 485                   | 545 443                       | 333 206                   | 1 610 833                 |
| 2000   | 507 728                     | 224 978                   | 545 464                       | 334 369                   | 1 612 539                 |
| 2001   | 509 131                     | 224 414                   | 545 747                       | 335 814                   | 1 615 106                 |
| 2002   | 510 167                     | 223 945                   | 546 175                       | 337 248                   | 1 617 535                 |
| 2003   | 511 159                     | 223 346                   | 546 314                       | 338 947                   | 1 619 766                 |
| 2004   | 512 151                     | 222 717                   | 546 203                       | 340 186                   | 1 621 257                 |
| 2005   | 512 935                     | 222 062                   | 546 062                       | 341 483                   | 1 622 542                 |
| 2006   | 513 999                     | 221 499                   | 545 998                       | 342 499                   | 1 623 995                 |
| 2007   | 524 144                     | 221 486                   | 551 830                       | 341 416                   | 1 638 876                 |
| 2012   | 527 403                     | 216 786                   | 555 039                       | 341 902                   | 1 641 130                 |
| 2016   | 533 213                     | 209 161                   | 555 023                       | 340 544                   | 1 637 941                 |
| 2022   | 537 577                     | 202 299                   | 549 136                       | 333 896                   | 1 622 908                 |
| Années | Côte-d'Or                   | Nièvre                    | Saône-et-Loire                | Yonne                     | Total Bourgogne           |

Sources : Insee, et IAURIF.
Depuis 1982, la Côte-d'Or et l'Yonne ont gagné respectivement 40 000 et 30 000 habitants. Par contre la Nièvre a poursuivi sa longue décroissance, et la Saône-et-Loire a beaucoup souffert. Au total les années 1990 ont été dures pour la démographie bourguignonne. Depuis 1995 cependant, la région bénéficie d'une faible remontée de sa population.

## Naissances, décès et solde naturel
Chiffres fournis par l'Insee,.
| Département    | 2000   | 2000   | 2000  | 2004   | 2004   | 2004  | 2005   | 2005   | 2005  | 2006   | 2006   | 2006  |
| Département    | Naiss. | Décès  | Solde | Naiss. | Décès  | Solde | Naiss. | Décès  | Solde | Naiss. | Décès  | Solde |
| -------------- | ------ | ------ | ----- | ------ | ------ | ----- | ------ | ------ | ----- | ------ | ------ | ----- |
| Côte-d'Or      | 6 185  | 4 457  | 1 728 | 6 052  | 4 169  | 1 883 | 5 844  | 4 427  | 1 417 | 5 986  | 4 235  | 1 751 |
| Nièvre         | 2 212  | 3 041  | -829  | 2 181  | 2 886  | -705  | 2 115  | 2 960  | -845  | 2 137  | 2 845  | -708  |
| Saône-et-Loire | 6 002  | 6 090  | -88   | 5 709  | 5 504  | 205   | 5 789  | 5 869  | -80   | 5 876  | 5 951  | -75   |
| Yonne          | 4 027  | 4 049  | -22   | 3 844  | 3 770  | 74    | 3 821  | 3 863  | -42   | 3 929  | 3 842  | 87    |
| Bourgogne      | 18 426 | 17 637 | 789   | 17 786 | 16 329 | 1 457 | 17 569 | 17 119 | 450   | 17 928 | 16 873 | 1 055 |

La Côte-d'Or, département jeune et relativement fécond est le seul à afficher régulièrement un solde naturel (relativement important) positif. La Nièvre par contre, victime de l'exode d'une grande partie de sa jeunesse se dépeuple naturellement à la suite d'un important solde naturel négatif. Les deux autres départements montrent un équilibre entre naissances et décès. 

## Fécondité par département
Le nombre moyen d'enfants par femme ou indice conjoncturel de fécondité a évolué comme suit pour chaque département et pour l'ensemble de la région : 
| Département           | Fécondité 1999 | Fécondité 2000 | Fécondité 2001 | Fécondité 2002 | Fécondité 2003 | Fécondité 2004 | Fécondité 2005 |
| --------------------- | -------------- | -------------- | -------------- | -------------- | -------------- | -------------- | -------------- |
| Côte-d'Or             | 1,65           | 1,69           | 1,66           | 1,63           | 1,67           | 1,68           |                |
| Nièvre                | 1,77           | 1,78           | 1,83           | 1,80           | 1,79           | 1,88           |                |
| Saône-et-Loire        | 1,74           | 1,87           | 1,89           | 1,83           | 1,89           | 1,92           |                |
| Yonne                 | 1,93           | 2,00           | 1,95           | 1,95           | 1,90           | 1,98           |                |
| Total Bourgogne       | 1,73           | 1,80           | 1,79           | 1,76           | 1,78           | 1,82           |                |
| France métropolitaine | 1,79           | 1,87           | 1,88           | 1,87           | 1,87           | 1,90           | 1,92           |

La fécondité des femmes de la région est assez médiocre comparée à la moyenne de la métropole. Elle perd même un peu de terrain face à cette dernière. La contre-performance systématique de la Côte-d'Or tire la région vers le bas, malgré les chiffres robustes de Saône-et-Loire et surtout de l'Yonne (sauf 2003). 
Quant à la Nièvre qui avait subi historiquement une importante émigration de jeunes, elle affiche un score médiocre et cumule ainsi les facteurs de dépopulation, qu'elle subit depuis plus de 150 ans. Cependant, en examinant les chiffres, on constate un retournement de la situation migratoire, léger certes, mais réel. Ainsi en l'an 1999, le département affichait un déficit naturel (naissances-décès) de -829 personnes, alors que sa population ne perdait plus que 517 habitants, ce qui impliquait cette année un solde migratoire apparent positif de quelque 300 migrants. Il en va de même des années ultérieures. Mais cela doit être confirmé par les chiffres à venir.

## Immigrés et étrangers
Par immigré on entend quelqu'un résidant en France, né étranger à l'étranger. Il peut être devenu français par acquisition ou avoir gardé sa nationalité étrangère. Par contre le groupe des étrangers est constitué par l'ensemble des résidents ayant une nationalité étrangère, qu'ils soient nés en France ou hors de France. Rappelons que les enfants nés en France de parents étrangers sont étrangers, mais deviennent Français de plein droit à 18 ans, s'ils y résident et y ont résidé de manière continue ou discontinue pendant cinq années depuis l'âge de 11 ans et s'ils ne désirent pas conserver leur nationalité d'origine. Cependant, dès l'âge de 13 ans, les parents peuvent demander la nationalité française pour leur enfant, avec son accord (sous condition d'avoir résidé cinq ans en France depuis l'âge de 8 ans). De plus le mineur de 16 ans révolus peut faire la demande d'acquisition anticipée de la nationalité sans l'accord de ses parents et sous les mêmes conditions de durée de résidence en France durant cinq années depuis l'âge de 11 ans.

### Nombre d'étrangers et d'immigrés en Bourgogne
|                                                  | Effectifs début 1999 en Bourgogne |
| ------------------------------------------------ | --------------------------------- |
| Français                                         | 1 545 975                         |
| Français de naissance                            | 1 495 487                         |
| Français par acquisition                         | 50 488                            |
| -- Français par acquisition nés en France        | 20 047                            |
| -- Français par acquisition nés à l'étranger (1) | 30 441                            |
| Étrangers                                        | 63 888                            |
| -- Étrangers nés à l'étranger (2)                | 52 446                            |
| -- Étrangers nés en France                       | 11 442                            |
| Immigrés (1) + (2)                               | 82 887                            |

### Ventilation des immigrés par région du monde et pays de naissance
| Origine             | Population immigrée 1999 | Pourcentage relatif | Pourcentage en métropole |
| ------------------- | ------------------------ | ------------------- | ------------------------ |
| Europe des 15       | 39 655                   | 47,8                | 37,8                     |
| -- dont Portugal    | 18 678                   | 22,5                | 13,3                     |
| -- dont Italie      | 9 512                    | 11,5                | 8,8                      |
| -- dont Espagne     | 5 626                    | 6,8                 | 7,3                      |
| Reste de l'Europe   | 7 988                    | 9,6                 | 7,1                      |
| -- dont Pologne     | 3 504                    | 4,2                 | 2,3                      |
| Afrique             | 26 345                   | 31,8                | 39,2                     |
| Maghreb             | 23 042                   | 27,8                | 30,1                     |
| -- dont Maroc       | 12 745                   | 15,4                | 12,1                     |
| -- dont Algérie     | 7 972                    | 9,6                 | 13,3                     |
| -- dont Tunisie     | 2 325                    | 2,8                 | 4,7                      |
| Afrique noire       | 3 303                    | 4,0                 | 9,1                      |
| Asie                | 7 533                    | 9,1                 | 12,8                     |
| -- dont Turquie     | 4 005                    | 4,8                 | 4,0                      |
| Amérique et Océanie | 1 366                    | 1,6                 | 3,0                      |
| Total               | 82 887                   | 100,0               | 100,0                    |
| Origine             | Population immigrée 1999 | Pourcentage relatif | Pourcentage en métropole |

### Répartition des naissances par nationalité de la mère
Chiffres de l'Insee pour l'année 2004 :
|                  | Ensemble | Françaises | Étrangères | Étrangères | Étrangères | Étrangères | Étrangères | Étrangères | Étrangères |
| Total étrangères | Ensemble | Françaises | Algérie    | Espagne    | Italie     | Portugal   | Maroc      | Tunisie    |            |
| ---------------- | -------- | ---------- | ---------- | ---------- | ---------- | ---------- | ---------- | ---------- | ---------- |
| Côte-d'Or        | 6 052    | 5 675      | 377        | 59         | 3          | 6          | 23         | 100        | 7          |
| Nièvre           | 2 181    | 2 081      | 100        | 8          | 1          | 5          | 1          | 21         | 0          |
| Saône-et-Loire   | 5 709    | 5 376      | 333        | 63         | 1          | 2          | 28         | 49         | 28         |
| Yonne            | 3 844    | 3 600      | 244        | 13         | 4          | 3          | 12         | 103        | 4          |
| Bourgogne        | 17 786   | 16 732     | 1 054      | 143        | 9          | 16         | 64         | 273        | 39         |
| -- légitimes     | 9 066    | 8 222      | 844        | 133        | 6          | 7          | 36         | 248        | 38         |
| -- hors-mariage  | 8 720    | 8 510      | 210        | 10         | 3          | 9          | 28         | 25         | 1          |

Depuis 1982 et surtout 1990, le nombre d'étrangers a beaucoup baissé et aussi vieilli. Il est ainsi passé de 84 000 à 63 800 en 1999. Au total 65 000 étrangers ont eu 1 054 enfants en 2004. Ce qui donnait un taux de natalité de 16,2 ‰. Inversement, les 1 555 000 Français de la région avaient eu la même année 16 732 enfants, correspondant à un taux de natalité de 10,8 ‰. La différence entre ces deux chiffres est due d'une part au plus grand nombre de femmes étrangères de 20 à 40 ans, et d'autre part à une fécondité des femmes étrangères plus importante. À noter que pour l'ensemble de la France métropolitaine, le taux de natalité au sein de la population étrangère était supérieur (26,2 ‰), ce qui résulte avant tout d'une composition par âge et par nationalité différente.
On remarque que sur 1 054 naissances de mères étrangères, 455 (soit 43,2 %) sont maghrébines. Les naissances de mère italienne et surtout espagnole sont tombées à presque rien, et leur poids est négligeable. Il est regrettable que l'Insee ne nous informe pas encore sur les naissances de mères turques et d'Afrique noire, dont le poids est largement supérieur.
Enfin les naissances hors-mariage qui constituent plus de 50 % pour les mères françaises, sont beaucoup moins nombreuses chez les étrangères (20 %). Elles sont encore moins nombreuses chez les maghrébines, particulièrement les tunisiennes, phénomène remarqué ailleurs en France et notamment en Île-de-France.

## Les mariages
En 2004, on a enregistré 6 060 mariages en Bourgogne, dont :
- 5 380 entre deux conjoints français
- 67 entre conjoints étrangers
- 256 mariages mixtes entre époux français et épouse étrangère
- 357 mariages mixtes entre épouse française et époux étranger

La population étrangère peu nombreuse semble se fondre progressivement dans la masse de la population bourguignonne, puisque sur 747 conjoints étrangers impliqués dans le total des mariages, 613 (soit près de 82 %) l'étaient dans des mariages mixtes (contre 71 % pour la population étrangère de l'ensemble de la métropole).
Ventilation des mariages mixtes
|                  | Total mariages mixtes | Nationalité du conjoint étranger | Nationalité du conjoint étranger | Nationalité du conjoint étranger | Nationalité du conjoint étranger |
| Italienne        | Total mariages mixtes | Espagnole                        | Portugaise                       | Algérienne                       |                                  |
| ---------------- | --------------------- | -------------------------------- | -------------------------------- | -------------------------------- | -------------------------------- |
| Époux français   | 256                   | 2                                | 3                                | 19                               | 14                               |
| Épouse française | 357                   | 4                                | 5                                | 46                               | 61                               |

Source : .
Les mariages mixtes français-étrangers sont importants à observer. Il s'agit en effet d'un des principaux indicateurs d'intégration des populations étrangères, avec le nombre des acquisitions de la nationalité.
Quoique cette statistique de l'Insee occulte trois quarts des mariages mixtes en général, et 85 % des mariages mixtes dont l'époux est français, le groupe des Algériens est impliqué dans 75 mariages mixtes (plus de 12 % de ces derniers), alors que les Italiens, dont le nombre est comparable, ne sont plus présents que dans 6 de ces mariages (moins d'un pour cent).

## Les principales aires urbaines
Les populations suivantes se réfèrent aux aires urbaines dans leur extension définie lors du recensement de 1999. 
| Aires urbaines     | Date du recensement | Date du recensement | Date du recensement |
| Aires urbaines     | 1982                | 1990                | 1999                |
| ------------------ | ------------------- | ------------------- | ------------------- |
| Dijon              | 291 486             | 312 904             | 326 631             |
| Chalon-sur-Saône   | 124 426             | 128 878             | 130 825             |
| Nevers             | 100 861             | 102 205             | 100 556             |
| Mâcon              | 84 645              | 87 682              | 88 534              |
| Auxerre            | 80 804              | 84 082              | 85 080              |
| Sens               | 49 653              | 53 993              | 56 660              |
| Montceau-les-Mines | 55 320              | 51 354              | 47 172              |
| Le Creusot         | 49 243              | 46 188              | 42 846              |
| Beaune             | 31 753              | 34 174              | 35 521              |
| Autun              | 29 775              | 28 480              | 26 845              |